# Пчегатлукайское сельское поселение
Пчегатлукайское сельское поселение — муниципальное образование в составе Теучежского муниципального района Республики Адыгея России.
Административный центр — аул Пчегатлукай.

## Население
| 2002  | 2010  | 2011  | 2012  | 2013  | 2014  | 2015  |
| ----- | ----- | ----- | ----- | ----- | ----- | ----- |
| 1597  | ↗1657 | →1657 | ↗1716 | ↗1768 | ↗1865 | ↗1901 |
| 2016  | 2017  | 2018  | 2019  | 2020  | 2021  | 2023  |
| ↗1916 | ↗1989 | ↗2001 | ↘1970 | ↘1937 | ↘1872 | ↗1877 |
| 2024  |       |       |       |       |       |       |
| ↗1909 |       |       |       |       |       |       |

## Состав сельского поселения
| № | Населённый пункт | Тип населённого пункта      | Население |
| - | ---------------- | --------------------------- | --------- |
| 1 | Пчегатлукай      | аул, административный центр | ↗1080     |
| 2 | Красненский      | хутор                       | ↘345      |
| 3 | Четук            | посёлок                     | ↗194      |
| 4 | Казазов          | хутор                       | ↘280      |
| 5 | Кочкин           | хутор                       | ↘10       |

## Национальный состав
По переписи населения 2010 года из 1 657 проживающих в сельском поселении, 1 581 человек указали свою национальность:
| Национальность | %       | Численность |
| -------------- | ------- | ----------- |
| Адыгейцы       | 72,55 % | 1 147       |
| Русские        | 26,06 % | 412         |
| Армяне         | 0,76 %  | 12          |
| Афганцы        | 0,38 %  | 6           |
| Украинцы       | 0,25 %  | 4           |

По данным переписи населения 2021 года из 1872 проживающих в сельском поселении, 1849 человека указали свою национальность
:
| Народ           | Численность, чел. | Доля от населения, % |
| --------------- | ----------------- | -------------------- |
| Адыги (Черкесы) | 1 206             | 65,22 %              |
| Русские         | 512               | 27,69 %              |
| Армяне          | 40                | 2,16 %               |

## Интересный факт
В некоторых источниках в составе поселения отсутствует посёлок Красненский (код ОКАТО которого такой же, как и аула Пчегатлукай), но имеется посёлок Красный.